# Varaize
Varaize är en kommun i departementet Charente-Maritime i regionen Nouvelle-Aquitaine i västra Frankrike. Kommunen ligger  i kantonen Saint-Jean-d'Angély som ligger i arrondissementet Saint-Jean-d'Angély. År 2022 hade Varaize 545 invånare.

## Befolkningsutveckling
Antalet invånare i kommunen Varaize
Referens:INSEE